# Línea 61 (Buenos Aires)
La línea 61 es una línea de colectivos de la ciudad de Buenos Aires. Une Retiro y Plaza Constitución pasando por Once, la Casa Rosada y las facultades de Derecho e Ingeniería.
Al igual que la línea 62, no cumple un recorrido típico de "ida" y "regreso" sino que su trayecto íntegro conforma una especie de círculo en sentido dextrógiro, como una línea circular.

## Historia
Las líneas 61 y 62 comenzaron en 1953 como dos líneas de Trolebús que circulaban por el Microcentro de la Ciudad de Buenos Aires con la característica antes mencionada de ser líneas circulares, siendo la 61 la línea dextrógira. Las operaba el empresario Nicola Cirigliano, dueño de la línea 295 (actual Línea 95), el cual, al desaparecer el transporte automotor por Catenaria, reemplaza los trolebuses por colectivos, creando así Transportes Automotores Plaza S.A., cediéndo la empresa a sus hijos Claudio y Mario en 1975.
Luego del auge expansionista de la década de 1990 en la que Plaza adquirió varias líneas de colectivos, y se fundó el consorcio Cometrans (que entre otras englobaba a la Línea 129 y a la concesionaria Trenes de Buenos Aires), las irregularidades en el grupo se hicieron notables culminando con la Tragedia de Once en febrero de 2012. Procesados y condenados por este hecho, los hermanos Cirigliano fueron despojados primero, de las concesiones ferroviarias de las Líneas Mitre, Sarmiento y Urquiza Larga Distancia, y luego en 2017, de las líneas de colectivos que operaba Plaza tras la quiebra de ésta.
El grupo Don Casimiro, oriundo de la Provincia de Misiones y perteneciente al empresario Marcelo Zbikoski, ya se había instalado en el AMBA al adquirir la Línea 184 bajo el nombre Misión Buenos Aires (pero usando en los papeles la empresa que había adquirido: La Central de Vicente López S. A.) y resultó adjudicada de las líneas operadas directamente por el Grupo Plaza: 61, 62, 114, 129, 133, 140 y 143. Sin embargo, poco tiempo después vendió las 133 y 140, más la adquirida anteriormente 184 al Grupo ERSA.
En 2020, Misión Buenos Aires se presentó a la licitación por las líneas 36 y 141, pertenecientes a Mayo S.A.T.A. (accionistas residuales del Grupo Plaza), adquiriéndolas bajo la Línea 145, bajo el nombre Rosario Guaraní
Líneas en operación:
- 61: Estación Plaza Constitución - Estación Once de Setiembre - Retiro
- 62: Estación Plaza Constitución - Retiro - Estación Once de Setiembre
- 114: Ciudad Universitaria de Buenos Aires - Estación Floresta - Puente de la Noria
- 129: Retiro - Estación Once de Setiembre - Estación Constitución - La Plata - Florencio Varela - Ingeniero Juan Allan
- 143: Retiro - Estación Constitución - Estación Tapiales
- 145 :Plaza Italia - Estación Flores - Mercado Central de Buenos Aires - Parada Intendente Pedro P. Turner

## Recorridos

### Ramal A
Desde Av. Brasil entre Lima oeste y Lima este, por Av. Brasil, B. de Irigoyen, Av. J. de Garay, Combate de los Pozos, Av. Brasil, Matheu, Humberto 1°, Av. Jujuy, su continuación Av. Pueyrredón, Avenida del Libertador, Av. Leandro N. Alem, Av. La Rabida, Av. Paseo Colon, Av. Juan De Garay, Lima Oeste, Av. Brasil hasta Lima Este.

### Ramal B X UCA
Desde Av. Brasil entre Lima oeste y Lima este, por Av. Brasil, B. de Irigoyen, Av. J. de Garay, Combate de los Pozos, Av. Brasil, Matheu, Humberto I, Catamarca, Av. Belgrano, Av. Pueyrredón, Avenida del Libertador, Av. Leandro N. Alem, Av. La Rabida, Av. Paseo Colon, Moreno, Balcarce, Av. Belgrano, Av. Alicia Moreau de Justo, Av. Independencia, Av. Paseo Colon, Av. Juan De Garay, Lima Oeste, Av. Brasil hasta Lima Este.

## Galería

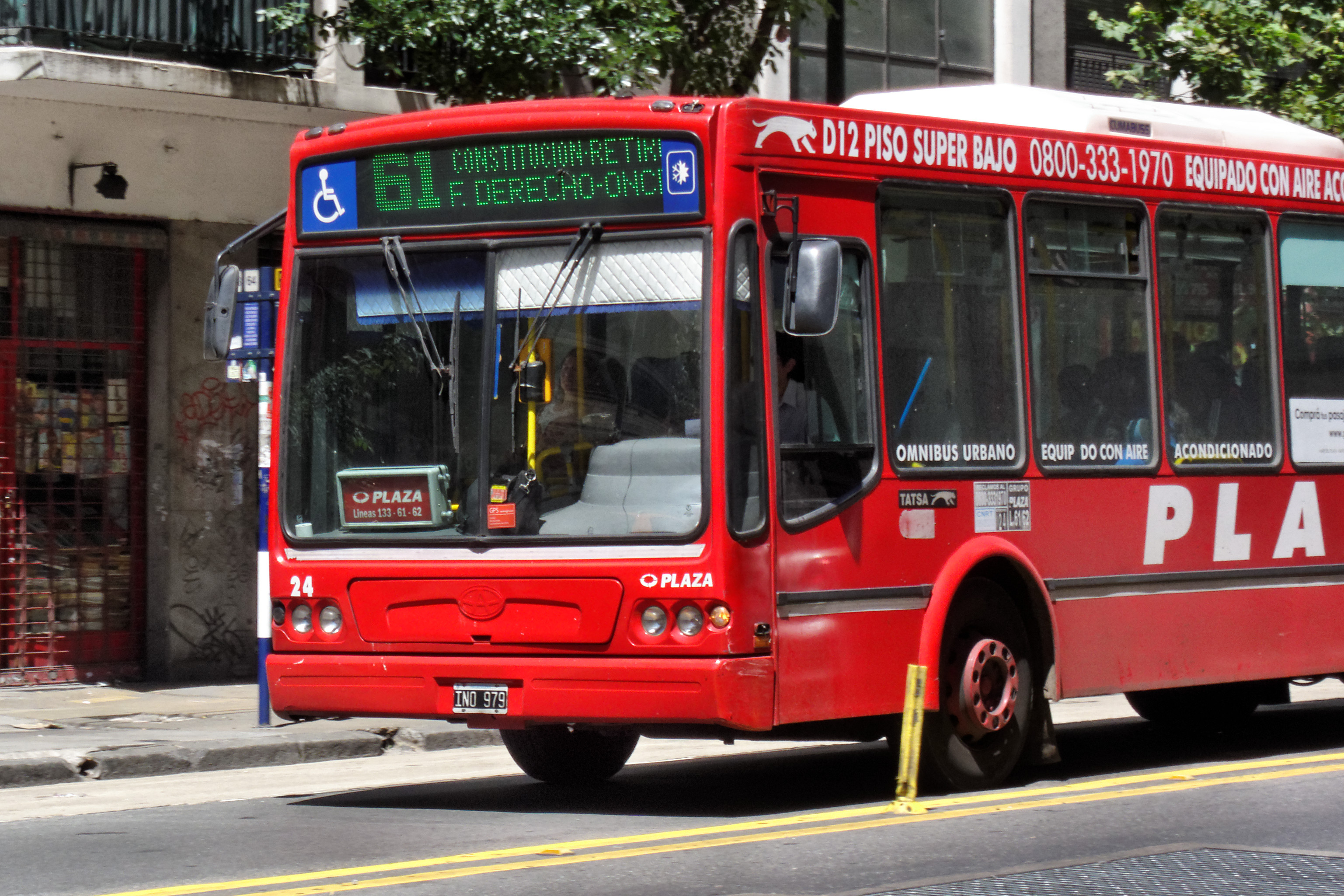
Un colectivo de la línea 61, cuando aún era operada por el Grupo Plaza.